# Bakary Mané
Bakary Mané, né le 26 juillet 1994 à Dakar (Sénégal) est un footballeur sénégalais évoluant dans le club du FAR de Rabat. Il joue au poste de défenseur.

## Biographie

### En club
Bakary Mané débute le football professionnel à l'AS Génération Foot.
Le 1er août 2019, il s'engage au HUS Agadir. Le 18 novembre 2019, il atteint la finale de la Coupe du Maroc contre le Tihad AS (défaite, 2-1). Lors de la saison 2019-2020, il comptabilise en total 24 matchs en championnat marocain et en compétition européenne. Il termine la saison à la neuvième place du classement du championnat.
Le 20 octobre 2020, Bakary Mané atteint la demi finale de la Coupe de la confédération contre le RS Berkane (défaite, 2-1).

## Palmarès
| AS Génération Foot - Championnat du Sénégal (2) : - Champion : 2016-17 et 2018-19. - Vice-champion : 2017-18. |  | HUS Agadir - Coupe du Maroc : - Finaliste : 2019. |